# Зайковский, Станислав Станиславович
Станислав Станиславович Зайковский (4 августа 1899, деревня Желейка Хорощанской волости Гродненской губернии — июль 1975, Одесса) — советский и польский военачальник, генерал-майор ВС СССР (11 июля 1945), бригадный генерал Польской народной армии. В годы Великой Отечественной войны был начальником штаба 25-й гвардейской стрелковой дивизии РККА, а также командовал 3-й Померанской пехотной дивизией Армии Людовой.

## Биография
Родился 4 августа 1899 года в деревне Желейка Хорощанской волости Белостокского уезда Гродненской губернии (ныне деревня Жултки гмины Хорощ, Белостокский повят, Подляское воеводство, Республика Польша). По одним данным — белорус, по другим — поляк. Из семьи рабочих. Окончил начальную школу, работал каменщиком. Проживал в Москве с 1909 года. В 1918 году призван в Красную армию, служил кадровым с 1 февраля 1918 года в 3-м Московском полку рабочих Красной гвардии (позднее РККА). В 1919 году окончил 2-е Московские пехотные курсы, назначен заместителем командира и командиром стрелковой роты 2-го Белостокского полка. Участвовал в Гражданской войне на стороне красных, а также в советско-польской войне. В 1921—1923 годах окончил Киевскую пехотную школу. Член ВКП(б) с 1927 года.
С 1926 года Зайковский был заместителем командира батальона, а с 1929 — командиром батальона. Командовал батальоном 42-го стрелкового полка. В 1932—1936 годах учился в Военной академии имени Фрунзе в Москве. 13 мая 1936 года назначен помощником начальника 1-го отделения 1-го отдела штаба Особой Краснознамённой Дальневосточной армии. С ноября 1937 года командир 197-го стрелкового полка 66-й стрелковой дивизии Дальневосточной армии. 15 октября 1938 года майор Зайковский был арестован НКВД, но уже 17 июля 1940 года освобождён и в августе восстановлен в РККА. Назначен преподавателем тактики на курсах «Выстрел» в Солнечногорске.
В мае 1942 года Зайковский был направлен на Воронежский фронт и в июне произведён в полковники. С 1943 года был начальником штаба 82-й гвардейской стрелковой дивизии 3-го Украинского фронта, позднее занимал пост начальника штаба 25-й гвардейской Краснознамённой Синельковской стрелковой дивизии. С 1 марта 1944 года служил в Войске Польском, был сначала начальником штаба в 3-й Померанской пехотной дивизии имени Ромуальда Траугутта, а с 26 сентября 1944 года и до конца войны командовал дивизией, участвуя в освобождении Варшавы и взятии Кольберга. С мая 1945 года — бригадный генерал Войска Польского. 
Осенью 1946 года завершил службу в Польше, что было обусловлено расследованием по обвинению в расхищении собственности, и вернулся в СССР.
Отмечен польскими наградами: ордена Возрождения Польши, Креста Грюнвальда, «Virtuti Militari», крест Заслуги в золоте и медаль «За участие в боях за Берлин». Отмечен советскими наградами: орден Отечественной войны II (19 июля 1943) и I степеней (16 октября 1943), орден Суворова II степени (29 мая 1945), медаль «XX лет РККА».
Был женат, в браке родилось двое детей. 
Скончался в июле 1975 года в Одессе. Похоронен на Ново-Городском кладбище.